# Naïve Records
« Naïve » redirige ici. Pour le groupe, voir Naïve (groupe).
Naïve Records, ou simplement Naïve, est un label discographique indépendant français, basé à Paris. Fondé en 1998, Naïve produit aussi bien des artistes de musique classique, de jazz que de musique populaire. En 2016, Naïve devient une filiale de Believe.

## Histoire
La volonté des fondateurs était à l'origine de créer un nouveau modèle appelé « la maison d'artiste »  (ou « société de biens culturels ») ; une structure faisant la part belle à la création et au respect des artistes[réf. nécessaire]. Les associés fondateurs se distribuent les attributions : Patrick Zelnik prend la présidence. Gilles Paire est chargé des finances. Frédéric Rebet s'occupe de la partie artistique et Éric Tong Cuong de la direction commerciale,.
En 1998, le banquier Édouard Stern détient 10 % du capital du label,. À l'été 1998, Naïve rachète Auvidis, un label de musique classique. Lors des premières années, Naïve est portée par une aura de créativité et de dénicheur de talents[réf. nécessaire]. Elle signe Carla Bruni, Mirwais, Pink Martini, Muse (licence), les White Stripes (distribution), Adèle (distribution), Radiohead (distribution).
Naïve est un temps actionnaire d'Actes Sud qui l'héberge à ses débuts. Naïve rachète en 1999 le fonds de l'éditeur phonographique Auvidis (fondé en 1978 par Louis Bricard) qui détient des labels (classique, musiques traditionnelles, etc.). Le label de musique classique Opus 111 (fondé en 1990 par Yolanta Skura) est également racheté en 2000.
Au début de la décennie 2010, trois des quatre fondateurs sont partis, il ne reste plus que Patrick Zelnik. En août 2016, Believe achète, pour environ 10 millions d'euros, l'entreprise Naïve qui est en redressement judiciaire,,. Le directeur, Patrick Zelnik est écarté.

## Activités
De 2001 à 2010, l'entreprise n'a réalisé des bénéfices qu'en une seule année, 2002, lors de la sortie du disque « Quelqu'un m'a dit » de Carla Bruni. La Caisse des Dépôts soutient l'entreprise en 2000 et 2009 en apportant des fonds estimés par le magazine Capital à environ 7 millions d'euros au total,,. C'est également le cas de l'un des fondateurs, Patrick Zelnik, qui a investi 5 millions d'euros au total. En 2010, le chiffre d'affaires de Naïve est de moins de 20 millions d'euros.